# ウェウェテナンゴ県
ウェウェテナンゴ県(Departamento de Huehuetenango)は、グアテマラの県の一つ。ウェウェテナンゴを県都とする。
面積は7,403平方キロメートルで、2002年時点の人口は846,544人と公表されている。メキシコ南部チアパス州に隣接。国境の町ラメシアまでバスで2時間超。グアテマラの首都であるグアテマラシティからはバスにて直行5時間ほどの街である。街はカテドラルを中心としたコロニアル都市。
ウェウェテナンゴ県はグアテマラの中でも民族構成の多様性に富んだ県の一つで、マム人が目立って多く、その他のマヤ系民族はカンホバル人、チュフ人、ハカルテコ人、テクティテコ人、アグアカテコ人、アカテコ人がこの地に暮らしている。

## 隣接する県
- チアパス州
- キチェ県
- トトニカパン県
- ケツァルテナンゴ県
- サン・マルコス県

## 基礎自治体 (municipio)
ウェウェテナンゴ県には32の基礎自治体 (municipio)が設置されている。
1. アグアカタン (Aguacatán)[3]
2. チアントラ (Chiantla)[4]
3. コロテナンゴ (Colotenango)[5]
4. コンセプション・ウイスタ (Concepción Huista)
5. クイルコ (Cuilco)
6. ウェウェテナンゴ (Huehuetenango)
7. ハカルテナンゴ (Jacaltenango)
8. ラ・デモクラシア (La Democracia)[6]
9. ラ・リベルタ (La Libertad)[7]
10. マラカタンシート (Malacatancito)
11. ネントン (Nentón)
12. サン・アントーニオ・ウイスタ (San Antonio Huista)
13. サン・ガスパル・イシュチル (San Gaspar Ixchil)[8]
14. サン・イルデフォンソ・イシュタワカン (San Ildefonso Ixtahuacán)[9]
15. サン・フアン・アティタン (San Juan Atitán)
16. サン・フアン・イシュコイ (San Juan Ixcoy)
17. サン・マテオ・イシュタタン (San Mateo Ixtatán)[10]
18. サン・ミゲル・アカタン (San Miguel Acatán)
19. サン・ペドロ・ネクタ (San Pedro Necta)
20. サン・ペドロ・ソローマ (San Pedro Soloma)[11]
21. サン・ラファエル・ラ・インデペンデンシア (San Rafael La Independencia)
22. サン・ラファエル・ペツァル (San Rafael Petzal)
23. サン・セバスティアン・コアタン (San Sebastián Coatán)
24. サン・セバスティアン・ウェウェテナンゴ (San Sebastián Huehuetenango)
25. サンタ・アナ・ウイスタ (Santa Ana Huista)
26. サンタ・バルバラ (Santa Bárbara)
27. サンタ・クルス・バリージャス (Santa Cruz Barillas)[12]
28. サンタ・エウラリア (Santa Eulalia)
29. サンティアゴ・チマルテナンゴ (Santiago Chimaltenango)
30. テクティタン (Tectitán)[13]
31. トードス・サントス・クチュマタン (Todos Santos Cuchumatán)[14]
32. ウニオン・カンティニル (Unión Cantinil)[15]